# Chiesa di San Sebastiano (Levanto)
La chiesa di San Sebastiano è un luogo di culto cattolico situato nella frazione di Lavaggiorosso nel comune di Levanto, in provincia della Spezia. La chiesa è sede della parrocchia omonima del vicariato della Riviera della diocesi della Spezia-Sarzana-Brugnato.

## Storia e descrizione
Forse esistente già dal XIII secolo, la prima citazione ufficiale è datata al 1584 in un documento dell'epoca. Dell'originario edificio non esistono però tracce sul territorio di Lavaggiorosso e secondo alcune ipotesi la chiesa medievale fu abbandonata tra il XVI e il XVII secolo con la conseguente edificazione dell'attuale parrocchiale agli inizi del Seicento a ponente della località in posizione isolata.
Nella seconda metà del XVIII secolo la struttura fu ampliata con l'aggiunta della zona absidale - nel 1774 come asserisce un'iscrizione - e ridipinta nel corso del XIX secolo. La chiesa, internamente in stile barocco, è dotata di quattro altari laterali e uno maggiore; su quest'ultimo è posizionato un crocifisso di scuola genovese del XVIII secolo.
Tra i suoi parroci vi fu don Emanuele Toso, nativo della frazione di San Bartolomeo della Ginestra a Sestri Levante, che davanti alla sua chiesa fu fucilato dai soldati repubblichini della Divisione Alpina Monterosa, il 12 agosto 1944, per aver rifiutato una sua collaborazione nella ricerca dei locali partigiani.